# Selección de baloncesto de Filipinas
La selección de baloncesto de Filipinas es el equipo formado por jugadores de nacionalidad filipina que representa a la Federación de Baloncesto de Filipinas en las competiciones internacionales organizadas por la Federación Internacional de Baloncesto (FIBA) o el Comité Olímpico Internacional (COI): los Juegos Olímpicos, la Copa Mundial de Baloncesto y el Campeonato FIBA Asia.
El equipo ganó una medalla de bronce en el Campeonato Mundial FIBA de 1954, el mejor resultado de cualquier equipo fuera de América y Europa. Además, el equipo obtuvo un quinto puesto en los Juegos Olímpicos de Berlín 1936, el mejor resultado de un equipo masculino fuera de América, Europa y Oceanía. Filipinas tiene la mayor cantidad de victorias en los Juegos Olímpicos entre los equipos fuera de América, Europa y Oceanía.
Aparte de la medalla de bronce en la Copa Mundial FIBA y el quinto puesto olímpico, Filipinas ha ganado cinco Campeonatos FIBA Asia, cuatro medallas de oro en baloncesto masculino de los Juegos Asiáticos, ocho Campeonatos SEABA, todos menos dos medallas de oro en baloncesto masculino de los Juegos del Sudeste Asiático y tiene la mayor cantidad de títulos en el campeonato masculino de la Asociación de Baloncesto del Sudeste Asiático, siendo considerado como el equipo más poderoso del Sudeste Asiático y uno de los equipos de baloncesto de élite de Asia. El país también ha participado en siete Copas Mundiales FIBA y siete Torneos Olímpicos de Baloncesto.

## Historia

### Primeros años
Filipinas participó por primera vez en el baloncesto internacional en los Juegos de Campeonato del Lejano Oriente en 1913. Filipinas derrotó a China en lo que fue el primer juego internacional en Asia. Filipinas ganó todos los campeonatos menos uno (1921) hasta 1934. Los juegos no estuvieron bajo la supervisión de la FIBA ya que la organización se fundó en 1932.
La Asociación de Baloncesto de Filipinas (BAP) se fundó en 1936 y pasó a formar parte de la FIBA ese mismo año. También ese mismo año, el BAP envió un equipo apodado "los isleños" que participó en el primer torneo olímpico de baloncesto en Berlín. Con el torneo bajo un formato de ronda de eliminación simple a partir del tercer juego, Filipinas ganó sus primeros tres juegos solo para enfrentarse a Estados Unidos, en su cuarto juego. Estados Unidos duplicó la puntuación de Filipinas mientras avanzaban a la siguiente ronda y posteriormente ganaron la medalla de oro invictos. Filipinas terminó en quinto lugar, ganando el resto de sus juegos, en el mejor resultado de un equipo asiático masculino en la historia del baloncesto olímpico. Aparte de Canadá, medallista de plata, Filipinas fue el único otro equipo que solo tuvo una derrota en el torneo.
Filipinas regresó a los Juegos Olímpicos de 1948 en Londres. El equipo terminó cuarto de seis equipos de su grupo que fueron eliminados. El equipo terminó en el duodécimo lugar.
En las décadas de 1950 y 1960, Filipinas estaba entre los mejores del mundo y produjo jugadores de talla mundial como Carlos Loyzaga, Lauro Mumar, Mariano Tolentino, Francisco Rabat y Edgardo Ocampo. En 1951, el equipo ganó el torneo inaugural de baloncesto de los Juegos Asiáticos en Nueva Delhi, India. El equipo terminó por delante de Japón y otros cuatro equipos para ganar la medalla de oro. En los siguientes Juegos Asiáticos de 1954 en Manila, que sirvieron de clasificación para el Campeonato Mundial de ese mismo año, el equipo volvió a terminar primero, superando a la República de China (Taiwán), Japón y Corea del Sur en la ronda final.
En el Campeonato Mundial FIBA de 1954 en Brasil, Loyzaga formó parte de la selección del Equipo Mítico, donde Filipinas ganó la medalla de bronce. Filipinas terminó segundo en su grupo detrás de Brasil y por delante de Paraguay para ingresar a la ronda final, donde el equipo perdió contra Estados Unidos por sólo 13 puntos; Sólo la derrota contra Estados Unidos y dos derrotas contra Brasil fueron las únicas derrotas de Filipinas en el campeonato mundial. Hasta la fecha, la actuación de Filipinas sigue siendo la mejor actuación de un equipo asiático en el Campeonato Mundial.
En los Juegos Olímpicos de 1956, Filipinas finalizó séptima. El equipo se clasificó a los cuartos de final, con sólo una derrota contra Estados Unidos. Sin embargo, el equipo perdió todos sus partidos contra Francia, Uruguay y Chile en cuartos de final. Filipinas derrotó a Chile en el partido por el séptimo lugar para terminar con un récord de 4-4. Dos años más tarde, en los Juegos Asiáticos de Tokio de 1958, Filipinas ganó su tercera medalla de oro consecutiva, terminando primera en la ronda final.
Filipinas se agrupó con Bulgaria, Puerto Rico y Uruguay en el Campeonato Mundial FIBA de 1959. El equipo terminó tercero, perdiendo contra Bulgaria y Puerto Rico, para quedar fuera de la ronda final. Filipinas ganó todos los partidos de la ronda de clasificación contra la República Árabe Unida (Egipto) y Canadá para enfrentarse a Uruguay en el partido por el octavo puesto. El equipo volvió a derrotar a Uruguay y terminó octavo. Este sería el último torneo de Loyzaga y compañía.

### Campeonato Asiático
A partir de 1960, se celebró el Campeonato Asiático de Baloncesto para determinar los participantes asiáticos en los Juegos Olímpicos y los Campeonatos Mundiales. La clasificación al Campeonato Asiático se hacía por subzona, o por ranking en el torneo más reciente; En este caso, siendo Filipinas el equipo más fuerte del sudeste asiático, el país se clasificará fácilmente para el campeonato continental, incluso si no logró clasificarse mediante la clasificación del torneo anterior. El Campeonato Asiático inaugural se celebró en Manila.
Con un Campeonato Asiático, Filipinas se clasificó para los Juegos Olímpicos de 1960. En Roma, Filipinas no se clasificó para la ronda de medallas, pero venció a España en las preliminares y finalmente terminó en el puesto 11 entre 16 naciones. Se suponía que el país sería sede del Campeonato Mundial de 1963, pero el presidente Diosdado Macapagal se negó a permitir la entrada al país de jugadores de Yugoslavia y otros países comunistas. Esto provocó que Filipinas, a pesar de ganar el Campeonato Asiático, se clasificara a través de un torneo preolímpico, en el que no tuvo éxito.
En el quinto campeonato en Bangkok, Filipinas terminó tercero, después de una derrota por un punto contra Japón y una derrota por 86-95 contra Corea del Sur.

### Creación de la Asociación Filipina de Baloncesto
En 1975, después de disputas con la Asociación de Baloncesto de Filipinas (BAP), nueve equipos se retiraron de la jurisdicción de BAP y fundaron la Asociación de Baloncesto de Filipinas (PBA) profesional, llevándose consigo a los mejores jugadores. Esto provocó que el BAP enviara equipos debilitados a los siguientes torneos internacionales, ya que a los profesionales no se les permite jugar. Los filipinos no lograron defender su campeonato asiático en 1975, y la India obtuvo una sorprendente victoria para negarle a Filipinas un final entre los cuatro primeros. Los chinos ganaron el campeonato, comenzando su racha invicta en el campeonato que durará hasta 1983. A los nacionales se les negó un resultado entre los cuatro primeros en el Campeonato Asiático de 1977, perdiendo esta vez ante Malasia. Filipinas acogió entonces el Campeonato Mundial FIBA de 1978, perdiendo todos los juegos por paliza para terminar último en la ronda final.

### El programa NCC (1980-1986)
Para compensar la pérdida de jugadores de la PBA, la BAP delegó en el empresario Eduardo Cojuangco Jr. la formación de un equipo que entrenará juntos durante varios meses, en esencia, un equipo de club ajeno a liga alguna. El resultado fue el equipo de baloncesto Northern Cement dirigido por el estadounidense Ron Jacobs que contaba con cuatro jugadores naturalizados. En los Juegos Asiáticos de 1982 en Nueva Delhi, el equipo terminó cuarto detrás de Corea, China y Japón. En el Campeonato Asiático de 1983 en Hong Kong, Filipinas perdió sus juegos de la ronda preliminar después de un malentendido en las reglas que provocó que Filipinas jugara con más de un jugador naturalizado en la cancha en ese momento. Filipinas, sin sus jugadores naturalizados, superó rápidamente la ronda de clasificación para terminar en noveno lugar. El equipo Northern Cement ganó el Campeonato Asiático de 1985 en Kuala Lumpur, para clasificarse para el Campeonato Mundial FIBA de 1986 en España.
El 22 de febrero de 1986 estalló la Revolución del Poder Popular y obligó al presidente Ferdinand Marcos a exiliarse. Cojuangco, un conocido aliado de Marcos, también abandonó el país, lo que provocó que el equipo no participara en el Campeonato Mundial. El equipo participó en los Juegos Asiáticos de 1986, terminando tercero detrás de China y Corea.

### Era profesional
En 1989, la FIBA permitió que los profesionales jugaran en sus torneos. Esto provocó que la BAP tuviera un acuerdo con la PBA en el que estas últimas formarán selecciones nacionales para los Juegos Asiáticos, mientras que las primeras lo harán en otros torneos. En los Juegos del Sudeste Asiático de 1989, el equipo patrocinado por BAP sufrió una sorprendente derrota ante Malasia en el juego por la medalla de oro, la única vez que Filipinas no pudo ganar la medalla de oro en los Juegos del Sudeste Asiático en los que se jugó baloncesto.
En 1990, Filipinas envió un equipo nacional totalmente profesional, dirigido por Robert Jaworski, para recuperar la supremacía del baloncesto del país en los Juegos Asiáticos, pero el equipo perdió en la final contra China y se conformó con una medalla de plata. El equipo incluye al Jugador Más Valioso de la PBA de 1990, Allan Caidic, y Samboy Lim, quienes fueron seleccionados en las Cinco Selecciones Míticas de los Juegos Asiáticos.
En el Campeonato Asiático de 1991 en Kobe, Japón, Filipinas terminó segundo en su grupo de la ronda preliminar detrás de China, pero una derrota contra Japón provocó su eliminación, terminando en séptimo lugar, cuando Jordania perdió el juego. En 1993, Filipinas no logró clasificarse en los grupos de cuartos de final, sufriendo derrotas contra Corea (cinco puntos) y los Emiratos Árabes Unidos (cuatro puntos) en su camino hacia el puesto 11.
En los Juegos Asiáticos de 1994 en Hiroshima, Filipinas, entrenada por el estadounidense Norman Black, envió un equipo compuesto por jugadores de la PBA y aficionados seleccionados. El equipo terminó segundo en la ronda preliminar, perdiendo ante Corea. La derrota ante Corea significó que Filipinas tiene que enfrentarse a China; A pesar de perder, los chinos tuvieron su margen de victoria más estrecho en el torneo con nueve puntos, camino a su medalla de oro. Filipinas fue derrotada por el anfitrión Japón en el juego por la medalla de bronce, perdiendo por tres puntos en tiempo extra.
Sin jugadores de la PBA en la lista, el equipo del Campeonato Asiático de 1995 en Seúl terminó último en la ronda preliminar, pero logró ganar dos juegos en la ronda de clasificación para terminar en el puesto 12 de 19 equipos. El equipo que fue a Riad para el Campeonato ABC de 1997 lo hizo solo ligeramente mejor. Aun así, terminaron últimos en la ronda preliminar, pero encabezaron el grupo de la ronda de clasificación en camino a terminar en noveno lugar.
En 1998, la PBA formó el Equipo Centenario de Filipinas dirigido por el estadounidense Tim Cone que capturó el 21.º campeonato de la Copa William Jones pero terminó con la medalla de bronce en los Juegos Asiáticos de 1998 celebrados en Bangkok. Los filipinos se enfrentaron a su antiguo enemigo Corea en los cuartos de final y fueron derrotados por veinte puntos, lo que los llevó a enfrentarse nuevamente a China en las semifinales. El resultado sería el mismo que cuatro años antes, con los chinos ganando por nueve. Sin embargo, los filipinos ganaron el juego por la medalla de bronce contra Kazajistán.
En el Campeonato Asiático de 1999 en Fukuoka, Japón, Filipinas, sin jugadores de la PBA en su plantilla, terminaron últimos en la ronda preliminar y segundos en la ronda de clasificación para terminar en el puesto 11 de 15 equipos. En Shanghái para el Campeonato Asiático de 2001, Filipinas fue suspendida por la FIBA debido a disputas de liderazgo en el BAP. Esto hizo que el país se perdiera su primer campeonato asiático. En 2002, se llegó a un compromiso y se permitió a Filipinas participar en los Juegos Asiáticos de 2002, dirigida por Jong Uichico.
En Busan, Corea del Sur, Filipinas se clasificó fácilmente para los cuartos de final, en los que se agrupa con China, Japón y China Taipéi. Filipinas ganó por cinco puntos contra Japón y 14 puntos contra China Taipéi. El partido contra China no fue tan reñido, con Filipinas perdiendo por 41 puntos, pero esto aseguró que no tendrán que enfrentarse a China en las semifinales. Por tercera vez consecutiva, filipinos y coreanos se enfrentaron en semifinales, con el mismo resultado: los coreanos vencieron a Filipinas, esta vez por un punto. Dos puntos arriba, Olsen Racela falló dos tiros libres, lo que derivó en un triple coreano sobre la bocina para eliminar a los filipinos. El equipo perdería en el juego por la medalla de bronce contra Kazajistán por 2 puntos, ya que Corea derrotó a China en tiempo extra por una canasta para ganar el oro en los Juegos Asiáticos por primera vez desde 1970.
Sin jugadores de la PBA en la plantilla, el Campeonato Asiático de 2003 en Harbin fue la peor actuación del equipo en la historia: un puesto 15 entre 16 equipos. A diferencia de 1997 y 1999, Filipinas obtuvo una victoria en la ronda preliminar (contra Jordania). Sin embargo, en la ronda de clasificación, Filipinas salió sin victorias en un grupo que incluía a Siria, Kuwait y Hong Kong. Sólo una aplastante victoria contra Malasia salvó a Filipinas de caer al sótano. Después del campeonato, BAP fue duramente criticado y tomó medidas para fortalecer el equipo. Sin embargo, tras una derrota contra los Parañaque Jets, equipo compuesto por políticos, actores y aficionados, por parte del equipo dirigido por el BAP, se produjo otra crisis de liderazgo en el BAP que provocó otra suspensión de la FIBA. Como resultado, Filipinas no pudo participar en el Campeonato FIBA Asia 2005 ni en los Juegos Asiáticos 2006.

### Era SPB (2007-presente)

#### Equipo Filipinas
Después de la conclusión de la lucha por el liderazgo en la que Samahang Basketbol ng Pilipinas (SBP), una organización respaldada por la PBA, entre otras, fue reconocida tanto por la FIBA como por el Comité Olímpico de Filipinas, Filipinas fue reinstalada por la FIBA. El equipo San Miguel Filipinas se reunió apresuradamente para el Campeonato FIBA Asia 2007 en Tokushima. El equipo derrotó a China, que no envió a su mejor equipo porque ya estaba clasificado para los Juegos Olímpicos de 2008, pero perdió ante Irán y Jordania, para retirarse de la contienda. Los filipinos y los chinos se enfrentaron nuevamente en el juego por el noveno lugar en el que los filipinos ganaron por dos puntos. Filipinas se clasificó para el Campeonato FIBA Asia 2009 en Tianjin. Filipinas avanzó a los cuartos de final para enfrentarse a Jordania. Los jordanos se apresuraron a tomar una ventaja temprana, pero los filipinos nunca se recuperaron para ganar el juego. Los filipinos y los coreanos jugaron por el séptimo puesto, en el que los coreanos ganaron por dos puntos.

#### Gilas Filipinas (2010-presente)
Siguiendo el modelo de Northern Cement de la década de 1980, la SBP estableció el programa Smart Gilas Filipinas, respaldado por el presidente de la SBP, Manny Pangilinan, como un equipo de desarrollo que apunta a clasificarse en los Juegos Olímpicos de 2012. En los Juegos Asiáticos de 2010, los filipinos se enfrentaron nuevamente a la selección coreana en los cuartos de final y quedaron eliminados. En el campeonato de 2011 en Wuhan, la SBP solicitó con éxito la naturalización de Marcus Douthit; el equipo avanzó a las semifinales por primera vez desde 1987. Encuentro con Jordania, el equipo perdió y nunca se recuperó después de un tercer cuarto dirigido por los jordanos. En el juego por la medalla de bronce contra Corea, con un lugar en juego para un torneo de clasificación olímpica, el equipo tomó una ventaja temprana, pero los coreanos recortaron la ventaja y finalmente ganaron el juego después de que los filipinos fallaran los tiros libres al final del juego. A pesar de perder una plaza olímpica, la actuación de Smart Gilas fue el mejor resultado en el campeonato desde 1987 y el mejor resultado en cualquier competición asiática importante desde 2002.
Después de no poder clasificarse para los Juegos Olímpicos, la SBP decidió formar la próxima edición del equipo Smart Gilas Pilipinas (Smart Gilas Pilipinas 2.0) compuesto por jugadores de la PBA. El programa Smart Gilas Pilipinas pasó a llamarse Gilas Pilipinas en 2013, todavía patrocinado por Smart Communications. El equipo nacional jugó en el Campeonato FIBA Asia 2013 que se celebró en casa. Después de perder ante China Taipéi en el último juego de la ronda preliminar para terminar segundo, el equipo ganó cuatro juegos consecutivos para prepararse para una semifinal contra los coreanos. En un partido reñido, Filipinas se alejó al final del partido para ganar 86–79. La victoria envió al equipo a la final y garantizó la clasificación al Campeonato Mundial FIBA por primera vez desde 1978. Filipinas, apareciendo en la primera final del Campeonato FIBA Asia desde la introducción de un juego de campeonato en 1987, perdió por 14 puntos contra el invicto Irán en la final para conformarse con una medalla de plata.
El Congreso de Filipinas naturalizó a Andray Blatche a tiempo para la Copa Mundial de Baloncesto FIBA 2014 para reforzar su posición central. Con Blatche a cuestas, Filipinas estuvo a punto de ganar cuatro partidos reñidos contra equipos mejor clasificados: Croacia, Grecia, Argentina y Puerto Rico, antes de ganar en tiempo extra contra Senegal para registrar su primera victoria en la Copa del Mundo en 40 años. En los Juegos Asiáticos de 2014, Blatche no pudo unirse al equipo debido a los requisitos de residencia del Consejo Olímpico de Asia y Douthit se vistió como jugador naturalizado del equipo nacional. Filipinas terminó séptimo, su peor resultado en los Juegos Asiáticos.
El 30 de octubre de 2014, la SBP anunció la formación de dos comités de selección para buscar y nombrar a los entrenadores y jugadores de los futuros equipos filipinos, tanto para torneos de élite como para torneos de nivel juvenil. Chot Reyes permaneció como entrenador hasta que se decidió un reemplazo. La nueva plantilla pretende competir en el Campeonato FIBA Asia 2015 en China, que servirá como clasificatorio asiático para el torneo de baloncesto de los Juegos Olímpicos de 2016 en Río de Janeiro.
El 23 de diciembre de 2014, Tab Baldwin fue anunciado formalmente como nuevo entrenador de la selección nacional de Filipinas. El mandato de cuatro años de Baldwin como entrenador comenzó oficialmente el 1 de enero de 2015. El equipo capturó la medalla de plata en la Copa William Jones de 2015, pero no alcanzó la medalla de oro en el Campeonato FIBA Asia de 2015. Sin embargo, Filipinas se clasificó para el Torneo de Clasificación Olímpica Mundial FIBA 2016, pero el equipo fracasó en su intento por llegar a los Juegos Olímpicos de Río perdiendo ante Francia y Nueva Zelanda.
El equipo ganó el oro durante la Copa SEABA 2016 y un puesto de clasificación en el FIBA Asia Challenge 2016. Sin embargo, como estaban representados por los Gilas Cadets sin jugadores profesionales o naturalizados, el equipo sufrió su peor desempeño y quedó noveno en la general, un revés muy grande debido al calendario conflictivo con la liga nacional y la mala gestión de la SBP. En octubre de 2016, Chot Reyes regresó como entrenador en jefe. En 2017, Filipinas fue sede del Campeonato SEABA 2017 y el equipo arrasó en la competencia por la medalla de oro y el único lugar en la subzona para la Campeonato FIBA Asia 2017. Durante el Campeonato FIBA Asia 2017, la selección nacional arrasaría en la fase de grupos formada por equipos de China, Irak y Catar. Sin embargo, el equipo no logró avanzar a los cuartos de final y terminó el torneo en séptimo lugar. Filipinas defendió su medalla de oro por duodécima vez consecutiva en los Juegos del Sudeste Asiático de 2017 venciendo a Indonesia en la final.
FIBA introdujo un proceso de clasificación que no involucra los torneos continentales para la Copa Mundial de Baloncesto FIBA 2019. La apuesta de Filipinas por la clasificación se vio empañada por una pelea durante el empate del equipo en julio de 2018 contra Australia en la primera ronda de las eliminatorias asiáticas. El incidente provocó suspensiones para algunos de los jugadores y entrenadores, así como una multa para SBP. Chot Reyes, quien cumplió suspensión debido a su participación en la pelea, también fue reemplazado por Yeng Guiao. Ese partido y ese incidente iniciaron un bajón en la clasificación que casi elimina a Filipinas del Mundial, pero con Guiao lograron clasificarse en la última jornada al vencer a Kazajistán, combinado con una derrota del Líbano ante Corea del Sur. En la Copa Mundial de Baloncesto FIBA 2019, Filipinas tuvo un récord de 0-5, el peor desempeño del país desde la edición de 1978, perdiendo cuatro de sus cinco juegos en una paliza. Esto se debió a la falta de preparación y a la baja de jugadores clave del equipo, así como a lesiones. Debido a los resultados decepcionantes, la SBP envió un equipo totalmente profesional a los Juegos del Sudeste Asiático de 2019 para restablecer su dominio. La selección nacional arrasó en la competición por su 18.ª medalla de oro en el torneo.
En las eliminatorias del Campeonato FIBA Asia 2022, el país ganó sus seis partidos, incluidas dos victorias sobre Corea del Sur. El equipo también jugó en uno de los Torneos de Clasificación Olímpica Masculina FIBA 2020 en Belgrado, Serbia. En el Campeonato FIBA Asia 2022, el equipo terminó tercero en su grupo, siendo derrotado por Líbano y Nueva Zelanda. Luego, el equipo fue eliminado en la primera ronda por Japón, terminando el torneo en noveno lugar.
El país fue coanfitrión de la Copa Mundial de Baloncesto FIBA 2023 junto con Japón e Indonesia. A pesar de estar automáticamente clasificado como coanfitrión, Filipinas aún participó en los Clasificatorios Asiáticos del torneo en virtud de la clasificación para el Campeonato FIBA Asia.

## Suspensiones FIBA

### 1963
En 1963, la FIBA suspendió a Filipinas por no haber organizado el Campeonato Mundial FIBA de 1963 después de que el presidente filipino Diosdado Macapagal se negara a permitir que jugadores de Yugoslavia y otros países comunistas ingresaran al país. Posteriormente, Filipinas, a pesar de ser campeona asiática, se vio obligada a jugar un torneo preolímpico para poder clasificarse para los Juegos Olímpicos de Tokio 1964.

### 2001
La crisis de liderazgo en la Asociación de Baloncesto de Filipinas (BAP) empeoró después de una larga disputa entre el grupo de Graham Lim y Tiny Literal y el grupo de Freddie Jalasco y Lito Puyat que resultó en la suspensión de la BAP. Después de unos meses, la FIBA intervino y ordenó una elección que resultó en la victoria de Literal como presidente del BAP. La suspensión se levantó rápidamente y Filipinas pudo competir en los Juegos del Sudeste Asiático en Malasia.

#### 2005-2007
Filipinas fue nuevamente suspendida en julio de 2005 después de una larga disputa entre el BAP y el Comité Olímpico de Filipinas (POC).
El conflicto comenzó el 10 de abril de 2005, cuando el equipo nacional filipino Cebuana-Lhuillier patrocinado por BAP (compuesto por jugadores aficionados poco conocidos) perdió ante un humilde equipo de Parañaque Jets (compuesto por personalidades del mundo del espectáculo) en una Conferencia Nacional de Baloncesto (NBC) torneo de pretemporada en el Rizal Memorial Coliseum. Al conocer la noticia, el presidente del POC, José Cojuangco Jr., pidió mejoras en la selección nacional, entre las que destaca el envío de un nuevo equipo formado por jugadores de la Asociación Filipina de Baloncesto (PBA).
Según se informa, la PBA, junto con la Liga de Baloncesto de Filipinas (PBL), la UAAP y la NCAA , llegaron a un acuerdo sobre la formación de un nuevo equipo nacional. El POC, mediante una votación, primero suspendió y luego, en una reunión posterior, expulsó a la BAP como la Asociación Nacional de Deportes (NSA) oficial de baloncesto e instaló un nuevo miembro en la Federación Filipina de Baloncesto. El BAP, bajo el nuevo presidente Joey Lina, dijo que la expulsión era inconstitucional según los estatutos del POC.
Con la esperanza de asegurar una solución a largo plazo, la FIBA ordenó a la PBA, la PBL, la UAAP, la NCAA y a Joey Lina (como individuo – o en la afirmación de Lina, como representante de la BAP) a formar una nueva constitución o forma de un nuevo cuerpo de baloncesto. En marzo de 2006, las cuatro partes interesadas (PBA, PBL, UAAP y NCAA) firmaron un acuerdo para proponer un nuevo organismo de baloncesto (Pilipinas Basketball). Lina se negó a firmar el memorando, citando "factores de desequilibrio" que se incluyeron en el borrador. Después de que los cuatro interesados se reunieran con Baumann en Corea del Sur, la suspensión no se levantó y el proyecto de un nuevo organismo no fue aceptado porque Lina no estaba de acuerdo. Después de varias reuniones entre Baumann y los dirigentes del BAP y Pilipinas Basketball en Ginebra y Bangkok, se celebró un Congreso de Unidad. BAP y Pilipinas Basketball acordaron fusionarse, creando Samahang Basketbol ng Pilipinas (SBP) como la nueva federación nacional de baloncesto. El POC reconoció a la SBP como el nuevo organismo rector nacional del baloncesto, después de lo cual la FIBA finalmente levantó la suspensión de casi dos años que impuso al país.

## Apodo
El primer equipo filipino que compitió en los Juegos Olímpicos de 1936 fue conocido como "los isleños". Después de que Filipinas se convirtió en república en 1946, la prensa se refirió al equipo nacional simplemente como "RP 5" o "equipo RP" ("RP" significa "República de Filipinas").
Cuando el equipo de baloncesto Northern Cement representó a Filipinas de 1983 a 1985, se hizo referencia al equipo como el equipo "NCC". Después de la disolución del equipo NCC en 1986, el equipo nacional volvió a denominarse "RP 5" o "equipo RP".
En los Juegos Asiáticos de 1990, siguiendo el ejemplo del primer Dream Team de Estados Unidos, el equipo filipino fue denominado "Dream Team de Filipinas", ya que fue el primer equipo nacional con jugadores de la PBA. Más tarde, se lo denominó "Equipo de Filipinas". Con el tiempo, "Equipo de Filipinas" se convirtió en el nombre utilizado para referirse a todo el contingente filipino en eventos multideportivos como los Juegos Asiáticos y Olímpicos.
Durante el Centenario de Filipinas en 1998, el equipo pasó a ser conocido como Equipo del Centenario de Filipinas.
De 2005 a 2009, el Equipo Pilipinas representó al equipo de baloncesto masculino. Team Pilipinas fue una iniciativa de la PBA y patrocinada por San Miguel Corporation (2005-2007, denominada "San Miguel-Team Pilipinas") y Coca-Cola Bottlers Filipinas, Inc. (2009, denominada "Powerade-Team Pilipinas").
En 2010, los programas Smart Gilas Pilipinas y Sinag Pilipinas reemplazaron al programa Team Pilipinas. Sinag Pilipinas representa al país en competiciones regionales como los Juegos del Sudeste Asiático y el Campeonato SEABA. Smart Communications es el patrocinador principal de ambos programas. Gilas es una palabra filipina que se traduce libremente al inglés como "destreza" y sinag se traduce como "rayo" (luz solar). El nombre Gilas fue adoptado de la mascota de los Juegos del Sudeste Asiático de 2005 celebrados en Manila, Filipinas, que es un águila. La mascota fue diseñada por el periodista deportivo filipino Danny Simon.
En 2013, la marca Smart desapareció de la marca de ambos programas, aunque Smart Communications siguió siendo el patrocinador principal. En 2015, el programa Sinag Pilipinas pasó a llamarse "Gilas Cadets".
En diciembre de 2016, el programa Gilas Pilipinas recibió un gran impulso como nuevo patrocinador en Chooks-to-Go para formar una asociación con Smart Communications en el esfuerzo conjunto de apoyar a los Pinoy Cagers en su búsqueda de la gloria internacional. El equipo lleva ese nombre cuando participó en los juegos internacionales de 2017.
El equipo que participó en los Juegos Asiáticos de 2018 se denominó Rain or Shine-Philippines (RoS-Philippines), Gilastopainters o simplemente Team Pilipinas debido a que el núcleo del equipo estaba compuesto por jugadores de Rain o Shine Elasto Painters en lugar de Gilas. El equipo reemplazó a la plantilla de Gilas Pilipinas, que tuvo a muchos de sus jugadores, así como al propio Reyes, suspendidos debido a su participación en la pelea entre Filipinas y Australia.
Gilas Pilipinas continuó el nombre de la selección masculina. En mayo de 2019, Samahang Basketbol ng Pilipinas adoptó formalmente el nombre Gilas Pilipinas para todos los equipos (masculino, femenino, juvenil y 3x3) como parte de un cambio de marca y una reestructuración más amplios.

## Uniforme
Los colores nacionales azul, blanco y rojo se han utilizado en los uniformes de las selecciones nacionales a lo largo de la historia. La mayoría de los equipos usaban un uniforme azul como uniforme de color oscuro y un uniforme blanco como uniforme de color claro. Ocasionalmente se utilizó el rojo como color terciario. En los Juegos Asiáticos de 2002, el uniforme de color oscuro era rojo. La SBP ha utilizado consistentemente el uniforme azul y blanco como uniformes oscuros y claros, respectivamente. Nike es el proveedor oficial de la selección nacional desde que la SBP asumió el control. En el Campeonato Asiático de 2013, el color blanco se ha utilizado para identificar al equipo con la afición.
Por lo general, utiliza un escudo de armas distinto, como se ve arriba, distinto del logotipo de SBP (o BAP) o del escudo de armas oficial.

### Fabricante
- 1991-1997: Adidas
- 1998: Fila
- 2002: Adidas
- 2003-2006: Accel
- 2006-presente: Nike

## Plantilla
- Lista de jugadores convocados que disputaron la Copa Mundial de Baloncesto de 2023.[21]

| Filipinas                 | Filipinas           | Filipinas | Filipinas | Filipinas | Filipinas                   |
| Num                       | Jugador             | Pos       | Altura    | Edad      | Equipo                      |
| ------------------------- | ------------------- | --------- | --------- | --------- | --------------------------- |
| 4                         | Kiefer Ravena       | B         | 1,83 m    | 29        | Shiga Lakes                 |
| 6                         | Jordan Clarkson     | E         | 1,96 m    | 31        | Utah Jazz                   |
| 8                         | Scottie Thompson    | E         | 1,85 m    | 30        | Barangay Ginebra San Miguel |
| 11                        | Kai Zachary Sotto   | P         | 2,18 m    | 21        | Hiroshima Dragonflies       |
| 13                        | Jamie James Malonzo | E         | 2,01 m    | 27        | Barangay Ginebra San Miguel |
| 15                        | June Mar Fajardo    | P         | 2,11 m    | 33        | San Miguel Beermen          |
| 16                        | Roger Pogoy         | E         | 1,88 m    | 31        | TNT KaTropa                 |
| 17                        | CJ Perez            | A         | 1,88 m    | 29        | San Miguel Beermen          |
| 23                        | Rhenz Abando        | E         | 1,88 m    | 25        | Anyang KGC                  |
| 24                        | Dwight Ramos        | B         | 1,93 m    | 24        | Levanga Hokkaido            |
| 25                        | Japeth Aguilar      | AP        | 2,06 m    | 36        | Barangay Ginebra San Miguel |
| 34                        | Ariel John Edu      | P         | 2,08 m    | 23        | Toyama Grouses              |
| Entrenador: Vincent Reyes |                     |           |           |           |                             |

## Partidos

### Próximos encuentros
| Fecha                   | Ciudad        | Competición                | Local                |                                    | Resultado |                                       | Visitante      |
| ----------------------- | ------------- | -------------------------- | -------------------- | ---------------------------------- | --------- | ------------------------------------- | -------------- |
| 13 de julio de 2022     | Yakarta       | Copa FIBA Asia 2022        | Líbano               | Bandera de Líbano                  | 95:80     | Bandera de Filipinas                  | Filipinas      |
| 15 de julio de 2022     | Yakarta       | Copa FIBA Asia 2022        | Filipinas            | Bandera de Filipinas               | 101:59    | Bandera de la India                   | India          |
| 17 de julio de 2022     | Yakarta       | Copa FIBA Asia 2022        | Filipinas            | Bandera de Filipinas               | 75:92     | Bandera de Nueva Zelanda              | Nueva Zelanda  |
| 19 de julio de 2022     | Yakarta       | Copa FIBA Asia 2022        | Japón                | Bandera de Japón                   | 102:81    | Bandera de Filipinas                  | Filipinas      |
| 25 de agosto de 2022    | Zouk Mikael   | Clasificación Mundial 2023 | Líbano               | Bandera de Líbano                  | 85:81     | Bandera de Filipinas                  | Filipinas      |
| 29 de agosto de 2022    | Pásay         | Clasificación Mundial 2023 | Filipinas            | Bandera de Filipinas               | 84:46     | Bandera de Arabia Saudita             | Arabia Saudita |
| 10 de noviembre de 2022 | Amán          | Clasificación Mundial 2023 | Jordania             | Bandera de Jordania                | 66:74     | Bandera de Filipinas                  | Filipinas      |
| 13 de noviembre de 2022 | Yeda          | Clasificación Mundial 2023 | Arabia Saudita       | Bandera de Arabia Saudita          | 63:76     | Bandera de Filipinas                  | Filipinas      |
| 24 de febrero de 2023   | Bulacán       | Clasificación Mundial 2023 | Filipinas            | Bandera de Filipinas               | 107:96    | Bandera de Líbano                     | Líbano         |
| 27 de febrero de 2023   | Bulacán       | Clasificación Mundial 2023 | Filipinas            | Bandera de Filipinas               | 90:91     | Bandera de Jordania                   | Jordania       |
| 25 de agosto de 2023    | Bocaue        | Copa Mundial 2023          | República Dominicana | Bandera de la República Dominicana | 87:81     | Bandera de Filipinas                  | Filipinas      |
| 27 de agosto de 2023    | Ciudad Quezon | Copa Mundial 2023          | Filipinas            | Bandera de Filipinas               | 70:80     | Bandera de Angola                     | Angola         |
| 29 de agosto de 2023    | Ciudad Quezon | Copa Mundial 2023          | Filipinas            | Bandera de Filipinas               | 83:90     | Bandera de Italia                     | Italia         |
| 31 de agosto de 2023    | Ciudad Quezon | Copa Mundial 2023          | Sudán del Sur        | Bandera de Sudán del Sur           | 87:68     | Bandera de Filipinas                  | Filipinas      |
| 2 de septiembre de 2023 | Ciudad Quezon | Copa Mundial 2023          | Filipinas            | Bandera de Filipinas               | 96:75     | Bandera de la República Popular China | China          |

## Entrenadores destacados
|  | - Pedro Villanueva - Alfredo del Rosario - Dionisio Calvo - Felicisimo Fajardo - Herminio Silva - Leo Prieto - Valentín Eduque - Virgilio Dalupan - Ron Jacobs |  | - Arturo Rius - Enrique Crame - Carlos Loyzaga - Lauro Mumar - Ignacio Ramos - Nicanor Jorge - Comet Emimoco - Rajko Toroman |  | - Joe Lipa - Robert Jaworski - Norman Black - Tim Cone - Jong Uichico - Vincent Reyes - Yeng Guiao - Tommy Rhabo |  |

## Historial

### Copa Mundial
Resultado General: 26.º puesto
| Copa Mundial de Baloncesto |
| --- |
| - 1950: No calificó - 1954: - 1959: 8° Lugar - 1963: No calificó - 1967: No calificó - 1970: No calificó - 1974: 13° Lugar - 1978: 8° Lugar - 1982: No calificó - 1986: No calificó - 1990: No calificó - 1994: No calificó - 1998: No calificó - 2002: No calificó - 2006: No calificó - 2010: No calificó - 2014: 21° Lugar - 2019: 32° Lugar - 2023: 24° Lugar - 2027: TBD |

### Juegos Olímpicos
| Baloncesto en los Juegos Olímpicos |
| --- |
| - Berlín 1936: 5° Lugar - Londres 1948: 12° Lugar - Helsinki 1952: 9° Lugar - Melbourne 1956: 7° Lugar - Roma 1960: 11° Lugar - Tokio 1964: No calificó - México 1968: 13° Lugar - Múnich 1972: 13° Lugar - Montreal 1976: No calificó - Moscú 1980: No calificó - Los Ángeles 1984: No calificó - Seúl 1988: No calificó - Barcelona 1992: No calificó - Atlanta 1996: No calificó - Sídney 2000: No calificó - Atenas 2004: No calificó - Pekín 2008: No calificó - Londres 2012: No calificó - Río 2016: No calificó - Tokio 2020: No calificó - París 2024: No calificó |

### Campeonato FIBA Asia
| Campeonato FIBA Asia | Campeonato FIBA Asia | Campeonato FIBA Asia | Campeonato FIBA Asia | Campeonato FIBA Asia | Campeonato FIBA Asia |
| -------------------- | -------------------- | -------------------- | -------------------- | -------------------- | -------------------- |
| - 1960:              |                      | - 1983: 9° Lugar     |                      | - 2005: No calificó  |                      |
| - 1963:              |                      | - 1985:              |                      | - 2007: 9° Lugar     |                      |
| - 1965:              |                      | - 1987: 4° Lugar     |                      | - 2009: 8° Lugar     |                      |
| - 1967:              |                      | - 1989: 8° Lugar     |                      | - 2011: 4° Lugar     |                      |
| - 1969:              |                      | - 1991: 7° Lugar     |                      | - 2013:              |                      |
| - 1971:              |                      | - 1993: 11° Lugar    |                      | - 2015:              |                      |
| - 1973:              |                      | - 1995: 12° Lugar    |                      | - 2017: 7° Lugar     |                      |
| - 1975: 5° Lugar     |                      | - 1997: 9° Lugar     |                      | - 2022: 9° Lugar     |                      |
| - 1977: 5° Lugar     |                      | - 1999: 11° Lugar    |                      | - 2025: ?            |                      |
| - 1979: 4° Lugar     |                      | - 2001: No calificó  |                      |                      |                      |
| - 1981: 4° Lugar     |                      | - 2003: 15° Lugar    |                      |                      |                      |

## Palmarés
- Copa Mundial de Baloncesto:
  -  Tercer lugar (1): 1954

- Campeonato FIBA Asia:
  -   Campeón (5): 1960, 1963, 1967, 1973, 1985
  -  Subcampeón (4): 1965, 1971, 2013, 2015
  -  Tercer lugar (1): 1969

- Juegos Asiáticos:
  -   Campeón (4): 1951, 1954, 1958, 1962
  -  Subcampeón (1): 1990
  -  Tercer lugar (2): 1986, 1998

- Juegos del Sudeste Asiático:
  -   Campeón (19): 1977, 1981, 1983, 1985, 1987, 1991, 1993, 1995, 1997, 1999, 2001, 2003, 2007, 2011, 2013, 2015, 2017, 2019, 2023
  -  Subcampeón (3): 1979, 1989, 2021

- Juegos del Lejano Oriente:
  -   Campeón (9): 1913, 1915, 1917, 1919, 1923, 1925, 1927, 1930, 1934
  -  Subcampeón (1): 1921

- Campeonato SEABA:
  -   Campeón (8): 1998, 2001, 2003, 2007, 2009, 2011, 2015, 2017
  -  Subcampeón (1): 1996

- Copa SEABA:
  -   Campeón (2): 2012, 2016